# Forum deutschsprachiger Namibier
Das Forum deutschsprachiger Namibier (FDN; in eigener Schreibweise Forum Deutschsprachiger Namibier, englisch Forum Of German-Speaking Namibians) ist eine unabhängige Initiative von Deutschnamibiern bzw. Deutschsprachigen im Land. 
Das Forum wurde im April 2021 gegründet. Die Gründung geschah auch aus dem Wunsch offizieller Stellen Namibias heraus, dass die deutschsprachigen Namibier eine eigene Interessensvertretung benötigen. Es gibt Regionalgruppen in Windhoek, Swakopmund (Gesprächskreis Swakopmund) und Deutschland.
Das Forum rief mehrfach seit Gründung dazu auf, dass sich die Deutschnamibier intensiver und über die Sprachgrenzen hinweg zum Wohle Namibias einsetzen sollten. Dies wurde auch bei einem Treffen mit Staatspräsident Hage Geingob betont. Das Forum steht hinter dem zwischen Deutschland und Namibia ausgehandelten Abkommen zum Völkermord an den Herero und Nama.